# Riggenbach

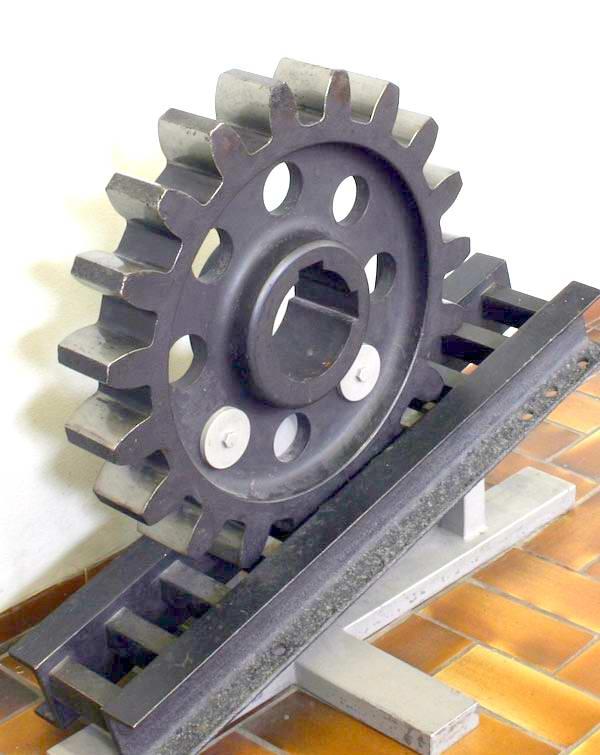
Modell Riggenbach in het Deutsches Museum in München

Riggenbach is een tandradsysteem ontwikkeld door de Zwitserse constructeur en ondernemer Niklaus Riggenbach (1817-1899).
Niklaus Riggenbach wordt door zijn tomeloze internationale inzet voor de aanleg van spoorlijnen gezien als een van de grootste spoorwegpioniers ter wereld. Bij de ontwikkeling van het naar hem vernoemde tandradsysteem bouwde hij voort op de constructie van de in 1869 geopende tandradbaan naar de Mount Washington (USA), die werd aangelegd door de Amerikaan Sylvester March en lange tijd door veel problemen werd geplaagd. Het systeem Riggenbach is een zogenoemde ladderconstructie: de tandheugelsegmenten bestaan uit twee verticaal geplaatste U-vormige staalprofielen die worden verbonden door trapeziumvormige stiften. Deze stiften werden eerst geklonken, later gelast en dankzij moderne vervaardigingstechnieken kunnen ze tegenwoordig worden ingeperst, wat de toepassing van hardere staalsoorten toelaat.
De eerste tandradbaan met systeem-Riggenbach en tevens de eerste tandradbaan in Europa is de in 1871 geopende Vitznau-Rigi-Bahn (nu gefuseerd met de Arth-Rigi-Bahn tot Rigibahnen). De oudste nu nog rijdende stoomlocomotieven met systeem-Riggenbach doen sinds 1889 dienst bij de Achenseebahn in Oostenrijk. Het systeem, in eerste instantie ontwikkeld voor toeristische en industriële lijnen, werd voortdurend verder ontwikkeld en wordt ook nu nog in allerlei varianten toegepast. Het blinkt uit in soliditeit en hoge belastbaarheid, maar heeft als grootste nadeel de uiterst starre constructie. De drie meter lange segmenten zijn om technische redenen niet symmetrisch en moeten voor elke boogstraal individueel worden gemaakt. Bovendien heeft de tandheugel slechte zelfreinigende eigenschappen en dit resulteert in de winter nogal eens tot problemen met aangevroren sneeuw.